# Martin Larsen (håndboldspiller)
 For alternative betydninger, se Martin Larsen. (Se også artikler, som begynder med Martin Larsen)
Martin Larsen (født d. 19. april 1992 i Aalborg) er en dansk professionel håndboldspiller, som har spillet i én lang årrække for Aalborg Håndbold. I 2018 skiftede han til den franske klub Pays d'Aix. Martin spiller udover klubben også for Danmarks håndboldlandshold. I 2021 vendte han tilbage til Aalborg Håndbold. Gift med Sisse Randløv og har tre børn 